# Jean David Bouché
Jean David Bouché (Berlim, 1747 - Berlim, 1819) foi um jardineiro e horticultor e botânico alemão.
Foi  viveirista em Berlim, de origem francesa, onde instalava estufas de plantas que se tornaram populares na nobreza prussiana.